# Eva Haule
Eva Haule (Tübingen, 1954. július 16. –) a Vörös Hadsereg Frakció német terrorszervezet egyik vezetője volt az 1980-as években.

## Élete
Eva Haule Dél-Németországban nőtt fel. 1979-ben Nyugat-Berlinbe költözött, ahol névleg szociális munkát tanult, gyakorlatilag azonban szélsőbaloldali politikai aktivista lettː a Június 2. Mozgalom bebörtönzött tagjait látogatta a börtönben és részt vett erőszakos házfoglalásokban. Mindezt kevésnek találta a kormány elleni harchoz, és keményebb fellépésű mozgalmat keresett magának. 1984-ben a Vörös Hadsereg Frakcióhoz csatlakozott, amely az évtized elején jelentősen meggyengült második generációja (Christian Klar, Brigitte Mohnhaupt) letartóztatása miatt.
Haule részt vett egy maxdorfi fegyverkereskedés kirablásában 1984. november 5-én, majd december 18-án a meghiúsult bombatámadásban az oberammergaui amerikai NATO-központ ellen. 1985. február 1-jén tagja volt az Ernst Zimmerman menedzsert meggyilkoló kétfős kommandónak, majd augusztus 8-án részt vett Edward Pimental amerikai katona megölésében, majd az annak személyazonosítója segítségével elkövetett robbantásos merényletben a rhein-maini amerikai támaszponton. Ebben a hónapban a Karl Heinz Beckurts Siemens-menedzser elleni pokolgépes merényletben is szerepet vállalt.
1986. augusztus 2-án, lakossági bejelentés után, a német rendőrök a rüsselsheimi Dolomiti fagylaltozóban őrizetbe vették Haulét és két társát. 1988-ban 15 év börtönbüntetésre ítélték huszonháromszoros emberölési kísérlet miatt, amelyet az oberammergaui meghiúsult akció miatt szabtak ki rá. 1994-ben, miután egyik cellatársánál megtalálták levelét, amelyben gyakorlatilag elismerte szerepét a rhein-maini merényletben, életfogytiglani börtönbüntetésre ítélték. 2007-ben Eva Haulét feltételesen szabadlábra helyezték, mert a frankfurti bíróság úgy találta, hogy már nem jelent veszélyt a társadalomra.